# Раевская, Екатерина Николаевна
Екатери́на Никола́евна Орло́ва (21 апреля 1797, Дербент — 3 февраля 1885, Царское Село) — жена декабриста, генерала Михаила Орлова, дочь героя Отечественной войны 1812 года Николая Раевского.

## Биография
Старшая дочь генерала Николая Раевского от брака с Софьей Алексеевной Константиновой, внучкой Ломоносова.
Родилась «под стенами Дербента», как гласит надгробная надпись. Получила прекрасное домашнее образование. Умела покорять людей твёрдостью и прямотой своего характера, за что друзья в шутку прозвали её «Марфой Посадницей».
В мае 1821 года вышла замуж за командира 16-й пехотной дивизии генерал-майора Михаила Фёдоровича Орлова, до этого бывшего начальником штаба у Николая Раевского, командовавшего корпусом. Но восстание декабристов положило конец успешной карьере Орлова: он был арестован, провёл полгода в Петропавловской крепости, после чего был выслан в своё имение с запретом появления в столицах. Екатерина Николаевна разделила с мужем его ссылку. В конце 1826 года она приезжала в Москву, чтобы попрощаться с сестрой, уезжавшей в Сибирь к мужу-декабристу С. Г. Волконскому.
В своих «Записках» Волконская так вспоминала об этом:

«Сестра Орлова приехала в Москву проститься со мной… видя, что я уезжаю без шубы, испугалась за меня и, сняв со своих плеч салоп на меху, надела его на меня. Кроме того, она снабдила меня книгами, шерстями для рукоделья и рисунками».

Николай Раевский, посетивший Орловых в их имении, так писал сыну:

«Катенька щастлива в своем семействе, муж ея человек без ценной, нам истинный родной, дети премилые, но дела его не в цветущем положении, деревня, в которой он, как заключенный, прескучная, грустная пустыня. Но они здоровы и Орлова характер в веселости не изменяется».
После разрешения в 1831 году переехать в Москву Орловы поселились на Малой Дмитровке, а потом жили на Пречистенке. В этот время в их доме бывали А. И. Герцен, И. С. Тургенев, Я. П. Полонский. В письмах современников сохранились сожаления о кончине Михаила Орлова, произошедшей в 1842 году, и мужестве его супруги:

В четверг 19-го Орлов скончался. Нельзя пересказать, как разбирала душу жена его. Она не отходила от него ни днем, ни ночью, не плакала и даже со всеми говорила, но просто видно было всякому, что её на земле нет.— Письмо мужу из Москвы 23 марта 1842 года Авдотьи Петровны Елагиной
После кончины супруга Екатерина Николаевна много путешествовала, то уезжая за границу, то возвращаясь, жила то в Москве, то в Петербурге, то в Царском Селе. Много времени посвятила систематизации бумаг и описанию архива прадеда, Михаила Васильевича Ломоносова. До глубокой старости сохраняла остроту ума, ясность души и приветливость нрава. Продолжала интересоваться литературой, внимательно следя за тем, что писалось о Пушкине. Скончалась в 1885 году в Царском Селе, похоронена в Новодевичьем монастыре, рядом с мужем.

## Отношения с Пушкиным
Екатерина Николаевна познакомилась с Александром Пушкиным в Санкт-Петербурге в 1817 году. Но узнать друг друга лучше им довелось в ходе совместного путешествия Раевских и поэта по Кавказу в 1820 году.
Они часто беседовали и спорили о литературе. В письмах Пушкин отзывался о Екатерине Николаевне с большим уважением. 24 сентября 1820 года он писал брату:

«Мой друг, счастливейшие минуты жизни моей провел я посереди семейства почтенного Раевского, Я не видел в нём героя, славу русского войске, я в нём любил человека с ясным умом, с простой, прекрасной душою, снисходительного, попечительного друга, всегда милого, ласкового хозяина… Все его дочери — прелесть старшая — женщина необыкновенная».
Также он писал: «Признаюсь, одной мыслью этой женщины дорожу я более, чем мнениями всех журналов на свете, и всей нашей публики».
Обычно упоминают об отношениях Пушкина и младшей из сестёр Раевских, Марии Николаевны, к которой относят посвящение поэмы «Полтава». Позднее в своих «Записках» Мария Волконская так писала о Пушкине:

«В качестве поэта он считал долгом быть влюбленным во всех хорошеньких женщин и молодых девушек, которых встречал… В сущности, он любил лишь свою музу и облекал в поэзию все, что видел».
Некоторые пушкиноведы предполагают, что Екатерина вдохновила Пушкина на сочинение ряда стихотворений. Чаще всего с её именем связывают отрывок «Красавица перед зеркалом», написанный 9 февраля 1821 года в Киеве, во время его пребывания в доме Раевских:
Взгляни на милую, когда своё чело

Она пред зеркалом цветами окружает,

Играет локоном — и верное стекло

Улыбку, хитрый взор и гордость отражает.
А. И. Тургенев писал Вяземскому в феврале 1821 года: «Михайло Орлов женится на дочери генерала Раевского, по которой вздыхает поэт Пушкин».
Неизвестны письма между сестрами Раевскими и Пушкиным, но в их семейной переписке его имя часто встречается. Один из биографов поэта П. К. Губер считал, что письма Екатерины Раевской-Орловой свидетельствуют о некотором пренебрежении к Пушкину, другие исследователи видят в них внимание к Пушкину, прикрытое внешним холодком и чопорностью. В её письмах брату Александру встречаются такие строки:

«Пушкин больше не корчит из себя жестокого, он очень часто приходит к нам курить свою трубку и рассуждает или болтает очень приятно. Он только что кончил оду на Наполеона, которая, по моему скромному мнению, хороша, сколько я могу судить, слышав её частью один раз».— 12 ноября 1821 г.

«Мы очень часто видим Пушкина, который приходит спорить с мужем о всевозможных предметах».— 23 ноября 1821 г.

«…Пушкин послал Николаю (брату Орловой — Н. Раевскому) отрывок поэмы, которую не думает ни печатать, ни кончить. Это странный замысел, отзывающийся, как мне кажется, чтением Байрона».— 8 декабря 1822 г.
В свою очередь Пушкин тоже отзывался об Орловой в переписке. В письме из Михайловского П. А. Вяземскому про трагедию «Борис Годунов» он писал:

«Сегодня кончил я 2-ю часть моей трагедии …моя Марина славная баба: настоящая Катерина Орлова! Знаешь её? Не говори, однако ж, этого никому».

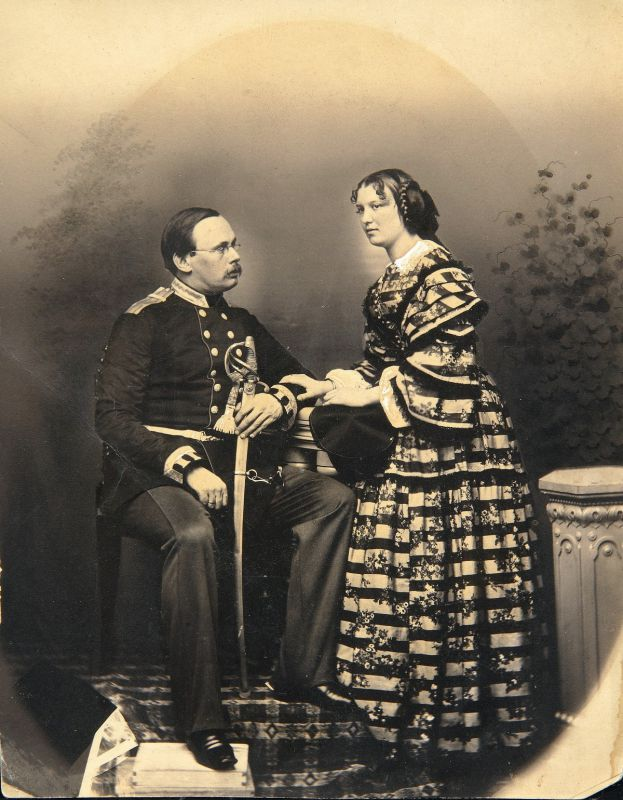
Сын Николай с женой

Некоторые исследователи считают, что поэт был влюблён в Екатерину Николаевну, отводя ей то роль NN — утаённой любви, то «Катерина III» в его донжуанском списке.

## Семья
С 1821 года замужем за Михаилом Орловым. В браке у четы родилось двое детей:
- Николай (1822—1886) — женат с 1857 года на Ольге Павловне Кривцовой (1838—1926), внучке Н. Г. Репнина-Волконского.
  - дочь Екатерина Николаевна Орлова (младшая, так как полная тезка его матери) — жена историка и правоведа С. А. Котляревского.
- Анна (20.06.1826[2]—1887) — замужем за генерал-майором князем Владимиром Владимировичем Яшвилем (1813/1815—1864), сыном князя В. М. Яшвиля